# Yatel FC
Yatel FC is een voetbalclub uit Port Vila, Vanuatu. Yatel speelt in de VFF National Super League, de eerste voetbalklasse in Vanuatu.